# 2018 a tudományban
2018 a tudományban és a technológiában.

## Biológia
- július 31.: Felfedezték a második igazolt korongállatkafajt, a Hoilungia hongkongensist.[1]

## Díjak
- Nobel-díjak:
  - Fizikai: Arthur Ashkin, Gérard Mourou és Donna Strickland
  - Kémiai: Frances H. Arnold, George P. Smith és Gregory P. Winter
  - Orvosi: James P. Allison és Tasuku Hanjo
  - Közgazdasági: William D. Nordhaus és Paul M. Romer

## Halálozások
- január 5. Róbert László franciaországi magyar fiziológus, az MTA külső tagja
- január 8. Ötvös László Széchenyi-díjas kémikus
- január 16. Janszky József fizikus, egyetemi tanár, az MTA rendes tagja
- január 19. Hideg Kálmán kémikus, egyetemi tanár
- február 2. Joseph Polchinski(wd) amerikai elméleti fizikus
- február 4. Alan Baker Fields-érmes brit matematikus
- február 5. Donald Lynden-Bell(wd) angol asztrofizikus
- február 6. Petz Dénes matematikus, egyetemi tanár
- február 21. Valentyin Afrajmovics(wd) szovjet-orosz matematikus
- február 22. Richard E. Taylor(wd) Nobel-díjas kanadai fizikus
- március 1. Kádár Imre agrokémikus, egyetemi tanár, a mezőgazdasági tudomány doktora
- március 13. Philip J. Davis(wd) amerikai matematikus
- március 14. Stephen Hawking angol elméleti fizikus (* 1942)
- március 16. Raymond Wilson(wd) angol fizikus
- március 27. Ladik János(wd) németországi magyar biokémikus, az MTA külső tagja
- április 7. Peter Grünberg Nobel-díjas német fizikus, az óriás mágneses ellenállás egyik felfedezője
- április 9. Gábos Zoltán erdélyi magyar fizikus, a Magyar Tudományos Akadémia külső tagja
- április 30. Manfredo do Carmo(wd) brazil matematikus
- május 3. David Pines(wd) amerikai fizikus, a Magyar Tudományos Akadémia tiszteleti tagja
- május 4. Füleky György agrokémikus, talajkutató, egyetemi tanár
- május 22. Cabiria Andreian Cazacu román matematikus, egyetemi tanár
- május 28. Jens Christian Skou Nobel-díjas dán orvos, kémikus, fiziológus, egyetemi oktató
- május 29. Yoseph Imry(wd) Wolf-díjas izraeli fizikus
- június 2. Paul D. Boyer Nobel-díjas amerikai biokémikus (* 1918)
- június 10. Julius A. Vida  magyar származású amerikai kémikus, gyógyszerészkutató
- július 10. Andrej Szuszlin(wd) orosz matematikus
- július 18. Burton Richter Nobel-díjas amerikai részecskefizikus
- július 22. Solymosi Frigyes Széchenyi-díjas kémikus, egyetemi tanár, az MTA rendes tagja
- augusztus 16. Czapáry Endre Apáczai Csere János-díjas matematika-fizika tanár
- szeptember 14. Branko Grünbaum(wd) horvát-amerikai matematikus
- szeptember 23. Charles Kuen Kao(wd) Nobel-díjas kínai származású hongkongi-brit-amerikai fizikus
- szeptember 30. Wilhelm Keim(wd) német kémikus
- október 1. Andrássy Adél közgazdász, matematikus
- október 3. Leon M. Lederman Nobel-díjas amerikai kísérleti részecskefizikus
- október 9. Thomas A. Steitz Nobel-díjas amerikai biokémikus
- október 19. Simomura Oszamu Nobel-díjas japán kémikus
- november 6. Frieder W. Lichtenthaler(wd) német kémikus, egyetemi tanár, az MTA tiszteleti tagja
- november 17. Horváth Ferenc geofizikus, egyetemi tanár
- november 20. Aaron Klug Nobel-díjas brit kémikus, biofizikus
- december 6. Lóránd László amerikai-magyar biokémikus, az MTA külső tagja
- december 8. David Weatherall(wd) brit fizikus, molekuláris genetikus, akadémikus
- december 9. Riccardo Giacconi(wd) Nobel-díjas olasz származású amerikai asztrofizikus
- december 22. Jean Bourgain Fields-érmes belga matematikus
- december 26. Roy J. Glauber(wd) Nobel-díjas amerikai fizikus, egyetemi tanár, az MTA tiszteleti tagja